# Wittenheimer Burgplatz

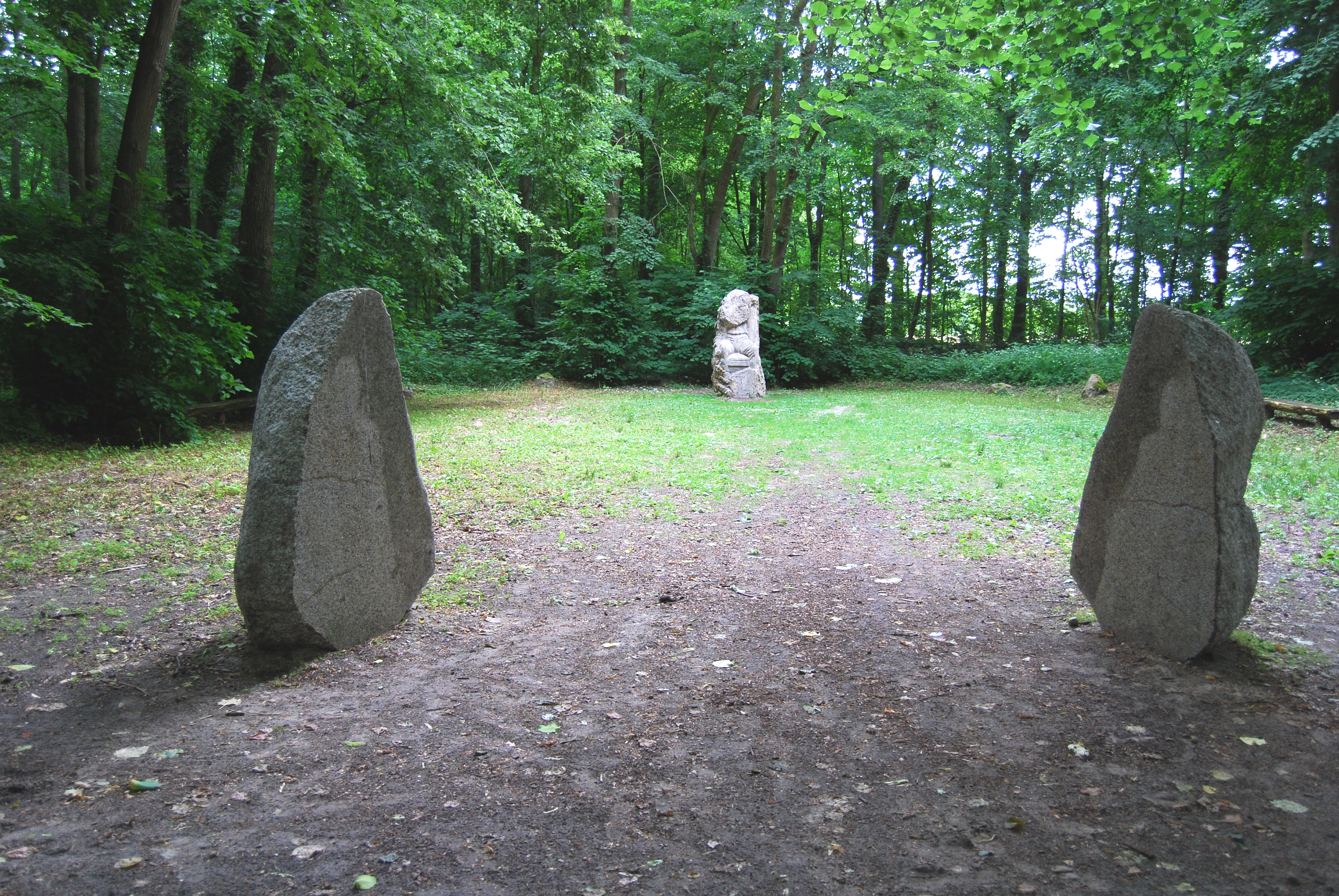
„Herrensitz mit steinernen Wächtern“ auf dem Wittenheimer Burplatz in Westerstede von Norbert Marten

Der Wittenheimer Burgplatz befindet sich in Westerstede-Burgforde, Ammerland, und ist eine ehemalige Burganlage, die im Jahre 1439 erstmals erwähnt wird. Der Bau der Burg ist dabei auf das Jahr 1266 datiert. Ende des 18. Jahrhunderts wurde die Burg abgetragen. Fundmaterial von Ausgrabungen, das auf das 13. und 14. Jahrhundert hinweist, befindet sich im Landesmuseum für Natur und Mensch in Oldenburg.
Heute erinnert an die Geschichte der Burg ein Kunstwerk der Künstler Norbert Marten und Christel Mandos-Feldmann, der Herrensitz mit zwei steinernen Wächtern.
Das Gelände steht unter Denkmalschutz.

## Geschichte
- Die Burg wurde von dem Grafen Johann von Oldenburg als Zwei-Inselanlage mit Burgplatz und separater Vorburg angelegt. Ähnliche Grenzburgen findet man in der Region, ebenfalls aus dem späten 13. und der Mitte des 14. Jahrhunderts.
- 1439 Urkundliche Erwähnung (Oldenburger Urkunde B. VII/327)
- 1515 Graf Johann V. von Oldenburg errichtete ein steinernes Herrenhaus
- 1596 Erweiterung durch vier Fachwerkziegelbauten und wird gräfliches Jagdhaus
- 1641 Um- und Neubauten durch Graf Anton Günther zu einem Marstall mit Reitbahn
- 1623 bis 1665 Vogtsitz von John Maxwell
- 1676 bis 1677 Wohnsitz von Anton Günther Maxwell
- 1677 bis 1694 rasche Inhaberwechsel und zunehmender Verfall
- 1746 Umwandlung in einen Adelssitz durch Alarich von Witken mit Park- und Gartenanlagen, nachdem er die Burg als erbliches Burgmannslehn erhalten hat. Umbenennung der Burganlage von „Burgforde“ in „Witkens Heim“ = „Wittenheim“
- 1773 Zerfall der Gebäude, nachdem die Familie von Witken ausstarb. Plünderungen der Burg führten schließlich zu einer öffentlichen Vergantung und zum Verkauf der Überreste. Heute befinden sich im Ammerland noch Teilstücke der Burg in Privatbesitz, z. B. eine Fachwerkziegelscheune, Schränke, Truhen, Spiegel etc.
- 1890 Anlage als Park durch Förster Sievers
- 2000 Ergänzung der Parkanlage durch Kunst im öffentlichen Raum, dem „Herrensitz mit zwei steinernen Wächtern“ der Künstler Norbert Marten und Christel Mandos-Feldmann.